# 潞城区
潞城区（ろじょう-く）は中華人民共和国山西省長治市に位置する市轄区。
潞城区にある張庄村（张庄村、拼音: Zhāngzhuāngcūn）は、ウィリアム・ヒントンの著書『翻身』で有名になった。同書内では"Long Bow Village"と表記されている。この本では、中国共産党の農地改革によるこの村の変化が描かれている。ヒントンは数年後にこの村を再訪し、それからの数年間に何が起こったのか、文化大革命が村にどのような影響を与えたのかを『深翻』にて描いている。

## 歴史
596年（開皇16年）、隋朝により設置された。905年（天祐2年）、唐朝により潞子県と改称されたが、五代十国時代には後唐により潞城県の称にもどされた。
1954年、長治県と統合され潞安県が設置されたが、1962年に再設置、1994年には県級市に昇格、潞城市となった。2018年9月に潞城区と改称され現在に至る。

## 行政区画
- 街道:潞華街道、成家川街道、翟店街道
- 鎮:店上鎮、微子鎮、辛安泉鎮、史回鎮
- 郷:黄牛蹄郷